# کورکه
کورکه یا کورکه (خاقانی) یا کورکه پادشاهی ظاهراً طبل بزرگی بوده به بلندی قامت انسان که معمولاً دو تا آز آن‌ها را پهلوی هم قرار می‌دادند و دو نفر کورکه نواز با چوب آن‌ها را می‌نواختند. گرچه بین کورکه و سازهای ضربی دیگر مانند کوس (ساز) و دمامه و نقاره شباهت‌هایی موجود بوده ولی باز هم با یکدیگر فرق داشته‌اند.